# 根白石橋
根白石橋（ねのしろいしばし）は、宮城県仙台市泉区根白石に所在する、七北田川にかかる橋である。仙台市道町東古屋敷線を通す。

## 概要
全長50.5m、幅員10.5m、片側1車線の道路および片側歩道を有する道路橋（純合成床版 鋼単純合成床版 鋼単純合成床版I桁橋）。2022年10月に竣工し、同年12月25日に供用を開始した。事業主体は仙台市。

## 沿革
平成27年9月関東・東北豪雨により、当橋の約150m上流に所在する馬橋が被災。左岸の橋台が崩壊したほか、橋脚に滞留した流木によって川の流れが堰き止められ、周辺の住宅や農地が浸水する被害を受けた。
豪雨被害を受けて、新たな橋の架け替えが計画され、馬橋の約150m下流に（仮称）新馬橋を建設することが決定。新橋建設にあたり、車両の上下線相互通行を可能とし、地元の祭事の神輿が通行できるための幅員の確保や、浸水の原因となった橋脚をなくした設計とされた。また、新橋を含めた国道457号をつなぐ約210mの区間が仙台市道町東古屋敷線として、一体的に整備されている。2020年10月より橋梁工事を開始し、2022年12月25日に供用を開始した。
なお馬橋は被災後、2017年8月に復旧されたが、根白石橋の供用開始とともに通行止めとし、橋脚のない歩行者専用橋として架け替えられることとなっている。